# Йоан Филопон
Йоан Филопон (наричан понякога и Йоан Граматик или Йоан Александрийски) е византийски философ, живял в Александрия, Египет.
Богословските възгледи на Филопон (тритеизъм и монофизитство) били предадени на анатема на Третият Константинополски събор 680—681 и се игнорирали през следващите 600 години. Филопон оказва влияние върху Бонавентура, Герсонид, Жан Буридан, Никола Орезм и Галилео Галилей.
Йоан Филопон е ученик на Амоний Хермия и е автор на повече от 40 книги по теология и философия, главно коментари на Аристотел, както и негова биография. Негови текстове са включени и в компилацията на Йоан Екзарх „„Шестоднев““
Йоан Филопон критикува някои от теориите на Аристотел и Платон, изхождайки от позиции, близки на съвременната наука. Той отхвърля твърдението на Аристотел, че бързината на падане на телата е пропорционална на тяхната маса и е първият учен в европейската традиция, смятащ, че телата с различна маса трябва да падат еднакво бързо.